# Gerd Buntkowsky
Gerd Buntkowsky (* 1960 in Neuwied/Rh.) ist ein deutscher Physikochemiker und Hochschullehrer. Seine wissenschaftlichen Hauptinteressen gelten der Anwendung und Weiterentwicklung von Festkörper-NMR und Hyperpolarisationsverfahren zur Untersuchung komplexer Systeme.

## Leben und Wirken
Nach dem Abitur am Martin-Butzer-Gymnasium Dierdorf studierte Buntkowsky Physik an der FU Berlin. Sein Studium schloss er 1986 mit seiner Diplomarbeit zur Optischen Kernspinpolarisation (ONP) im Arbeitskreis von Hans-Martin Vieth und Dietmar Stehlik ab. 1991 promovierte er unter der Betreuung von Hans-Martin Vieth im Bereich der Festkörper-NMR-Spektroskopie. Nach der Promotion wechselte er in den Arbeitskreis von Hans-Heinrich Limbach, wo er sich im Jahr 2000 in Physikalischer Chemie habilitierte. Von 2004 bis 2009 war er Universitätsprofessor (C3) am Fachbereich Chemie und Geowissenschaften der FSU Jena. Seit 2009 ist er Inhaber der Universitätsprofessor (W3) für Physikalische Chemie der kondensierten Materie an der TU Darmstadt. Von 2007 bis 2008 war er Dekan des Fachbereichs Chemie und Geowissenschaften an der FSU Jena und zwischen 2011 und 2025 mehrfach Dekan des Fachbereichs Chemie an der TU Darmstadt. Buntkowsky war von 2012 bis 2020 DFG-Fachkollegiat für Analytische Chemie im Fachkollegium Chemie der Deutschen Forschungsgemeinschaft (DFG).

## Forschungsschwerpunkte
Buntkowskys Forschungsschwerpunkt liegt in der Entwicklung und Anwendung von Festkörper-NMR- und hyperpolarisationsverstärkten NMR-Techniken zur Charakterisierung komplexer Materialien und Prozesse in diesen Materialien, insbesondere in den Bereichen heterogene Katalyse, elektrische Funktionsmaterialien, Peptid-Chemie, und des Verhaltens von Molekülen im Confinement. Methodische Schwerpunkte der Arbeiten liegen in den Bereichen Spindynamik, Deuteronen-NMR, hochauflösende MAS-NMR Spektroskopie, Dynamische Kernspinpolarisation (DNP) und Parawasserstoff Induzierte Kernspinpolarisation (PHIP). Buntkowsky ist Editor in Chief von Applied Magnetic Resonance und Mitglied der Editorialboards von Solid-state NMR Spectroscopy und der Zeitschrift für Physikalische Chemie. Buntkowsky ist Autor von weit über 300 begutachteten Forschungsartikeln.

## Publikationen
Die folgende Auflistung stellt einige seiner Übersichtsartikel zu seinen Forschungsschwerpunkten dar:
- Gerd Buntkowsky, Hans-Heinrich Limbach: H-Solid State NMR Studies of Tunneling Phenomena and Isotope Effects in Transition Metal Dihydrides. In: Journal of Low Temperature Physics. Band 143, Nr. 3, 2006, ISSN 1573-7357, S. 55–114, doi:10.1007/s10909-006-9211-y.
- Sven Macholl, Daniel Tietze, Gerd Buntkowsky: NMR crystallography of amides, peptides and protein–ligand complexes. In: CrystEngComm. Band 15, Nr. 43, 2013, ISSN 1466-8033, S. 8627–8638, doi:10.1039/C3CE40908B (rsc.org).
- Gerd Buntkowsky, Michael Vogel, Roland Winter: Properties of Hydrogen-Bonded Liquids at Interfaces. In: Zeitschrift für Physikalische Chemie. Band 232, Nr. 7-8, 2018, ISSN 2196-7156, S. 937–972, doi:10.1515/zpch-2018-1110 (degruyterbrill.com).
- Torsten Gutmann, Pedro B. Groszewicz, Gerd Buntkowsky: Annual Reports on NMR Spectroscopy. Band 97. Academic Press, 2019, Chapter One - Solid-state NMR of nanocrystals, S. 1–82, doi:10.1016/bs.arnmr.2018.12.001.
- Gerd Buntkowsky, Michael Vogel: Small Molecules, Non-Covalent Interactions, and Confinement. In: Molecules. Band 25, Nr. 14, 2020, ISSN 1420-3049, S. 3311, doi:10.3390/molecules25143311, PMID 32708283 (mdpi.com).
- Andrey N. Pravdivtsev, Gerd Buntkowsky, Simon B. Duckett, Igor V. Koptyug, Jan-Bernd Hövener: Parahydrogen-Induced Polarization of Amino Acids. In: Angewandte Chemie International Edition. Band 60, Nr. 44, 2021, ISSN 1521-3773, S. 23496–23507, doi:10.1002/anie.202100109, PMID 33635601 (wiley.com).
- Nadia B. Haro Mares, Sonja C. Döller, Till Wissel, Markus Hoffmann, Michael Vogel, Gerd Buntkowsky: Structures and Dynamics of Complex Guest Molecules in Confinement, Revealed by Solid-State NMR, Molecular Dynamics, and Calorimetry. In: Molecules. Band 29, Nr. 7, 2024, ISSN 1420-3049, S. 1669, doi:10.3390/molecules29071669, PMID 38611950 (mdpi.com).

## Auszeichnungen
- 2011: Athene Sonderpreis der Carlo und Karin Giersch-Stiftung für interdisziplinäre Lehre 2011 (gemeinsam mit Martin Ziegler und Hans-Jürgen Bär)[1][2]
- 2021: Erwin-Schrödinger-Preis 2021 (Wissenschaftspreis des Stifterverbandes 2021)[3]